# Анрепы
Анрепы (von Anrep) — род остзейского дворянства. Фамилия эта происходит из Вестфалии, откуда перешла в Ливонию в XV веке.
«Российская родословная книга» гласит: «Фамилия Анреп (Аnrер) происхождением из Вестфалии, откуда перешла в остзейские области в пятнадцатом веке. Госвин фон Анреп получил в лен, от гермейстера Иоанна Вольтгуза, в 1470 году, поместье Куббешен. В первой половине XVI века, и сын его Герман Анрепы находились ландратами в Эстляндии; Иоанн Анреп ездил послом в Вильну в 1561 году, и в Москву в 1563 году; Герман Анреп был, в шестнадцатое веке, фельдмаршалом шведских войск; он женат был на Маргарите Розен. Рейнгольг, шведский полковник, был гофмаршалом двора Короля Густава-Адольфа-Великого; женат был на Доротее Тизенгаузен, и от них происходит ветвь Анрепов, имеющая пребывание в Швеции. Вольф-Генрих был полковником лифляндской конницы и депутатом дворянства к Королю Карлу XI».
Габриэль Анреп (1821—1907) составил 4-томный справочник по генеалогии шведского дворянства. Его племянница Елизавета (1857—1947) основала школу для слепоглухонемых и добилась для них определённых льгот.

## В России
В пределах Российской империи после Северной войны оказались владения двух ветвей рода Анрепов — эстляндской и лифляндской. Первой из них принадлежало имение Керстенгоф в селе Кярстна.
Лифляндская ветвь:
- Анреп, Генрих Рейнгольд (Роман Карлович) (1759—1807), генерал-лейтенант, участник Наполеоновских войн, убит при Морунгене.
  - Анреп, Раймонд (Роман Романович) (ум. 1830), участник русско-турецкой войны, генерал-майор.
    - Его сын Анреп, Йозеф Карл (Иосиф Романович) (1798—1860), генерал от кавалерии. Женился на графине Цецилии Эльмпт, наследнице угасшего рода Эльмптов, внучке фельдмаршала И. К. Эльмпта. По высочайшему указу от 6 мая 1853 года принял потомственно имя, титул и герб графа Эльмпта.
      - граф Анреп-Эльмпт, Рейнгольд Филипп Иоанн (Роман Иосифович) (1834-88), сын предыдущего, путешественник и этнограф; умер в Бирме от лихорадки.

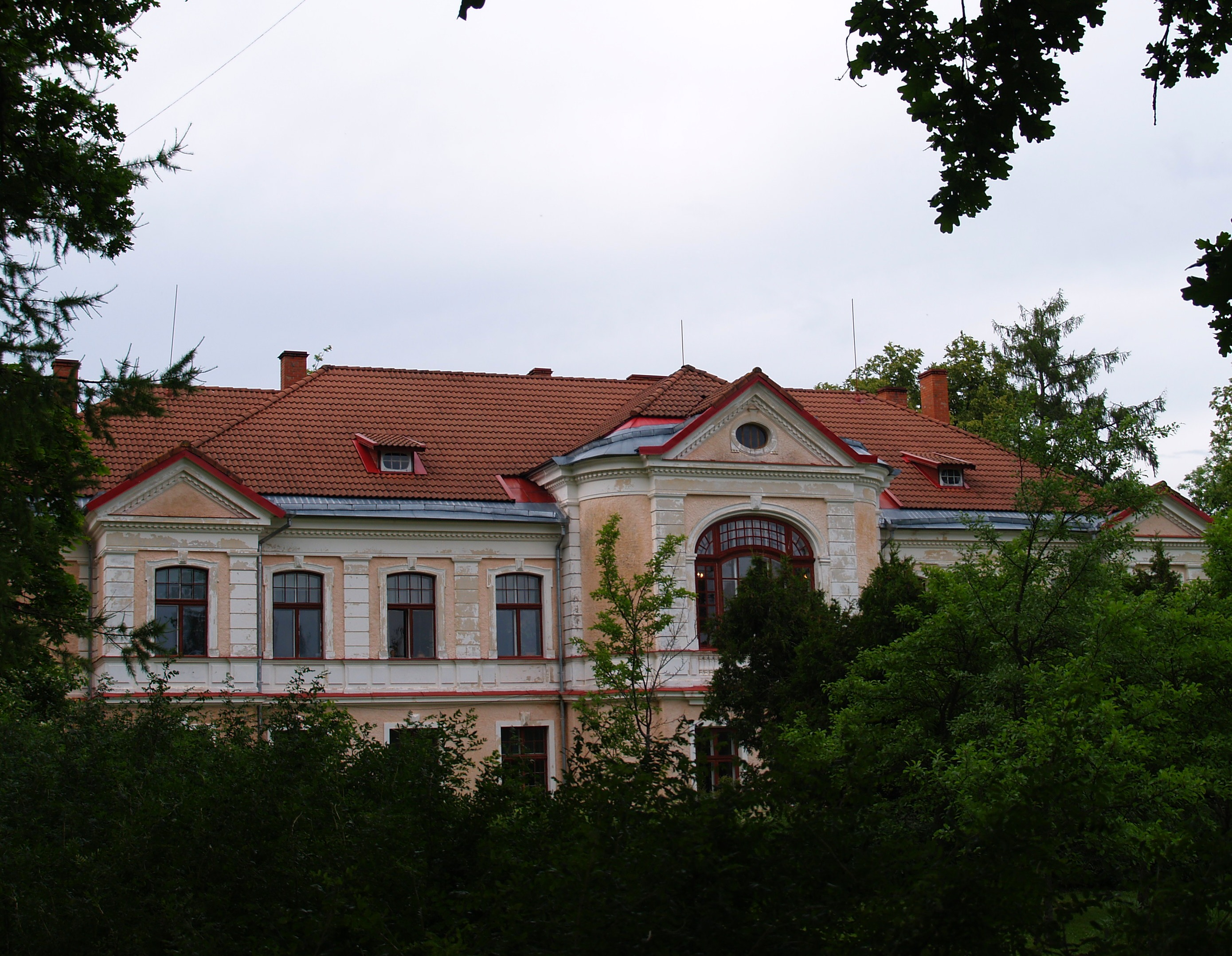
Имение Керстенгоф

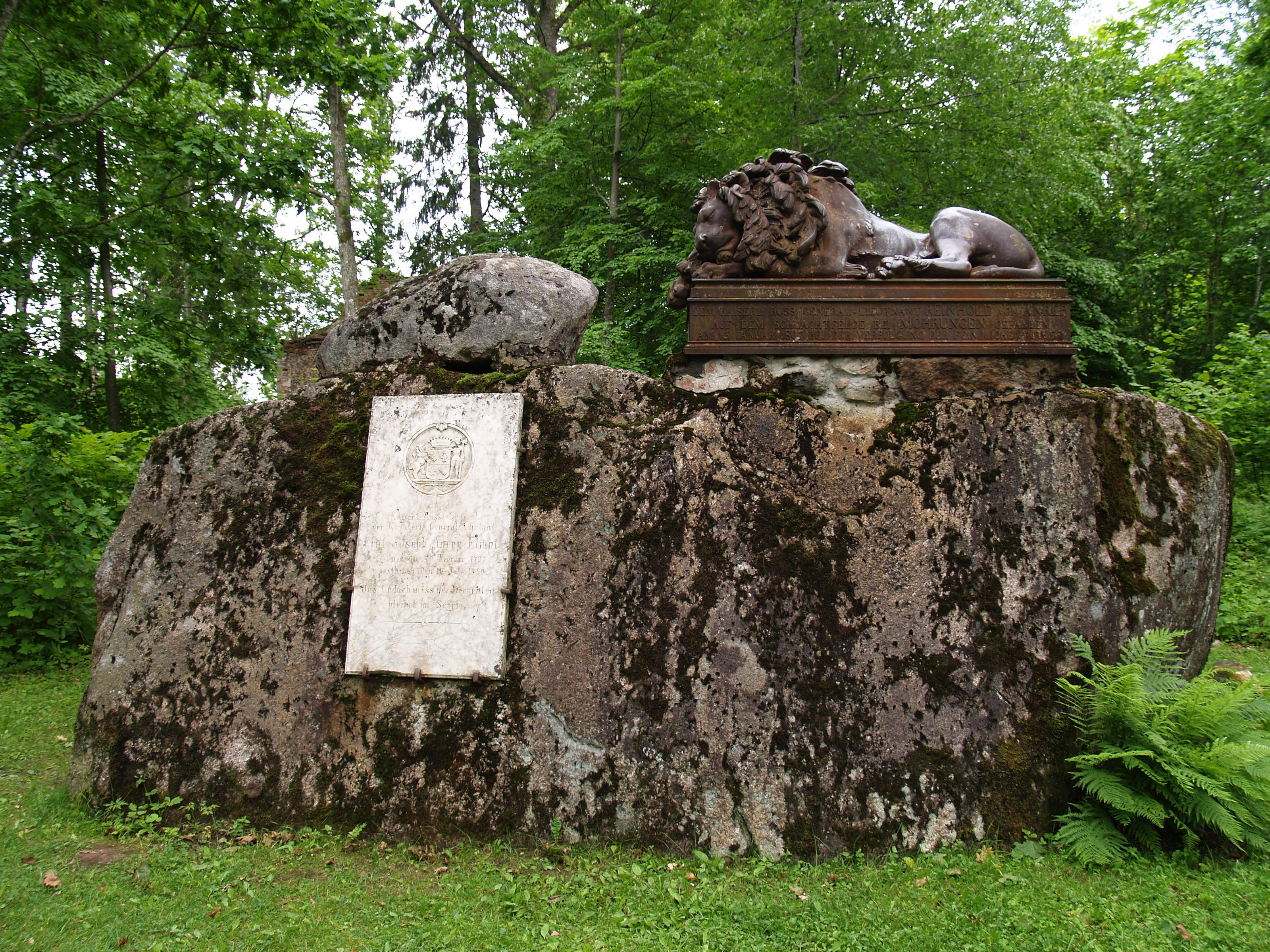
Памятник Г. Р. Анрепу в имении Керстенгоф (скульптор Х. Д. Раух)

Другая ветвь семейства, также находившаяся на русской службе, использовала приставку «фон»:
1. Анреп, Василий Константинович фон (1852—1927) — российский врач, физиолог и фармаколог, профессор медицины, член III Государственной думы.
  1. Анреп, Борис Васильевич фон (1883—1969) — художник-монументалист, литератор серебряного века.
  2. Анреп, Глеб Васильевич фон (1889—1955) физиолог.

## Геральдика
Герб дворян Анреп
В золотом поле голубой гребень с 13 зубцами, диагонально положенный. На гербе дворянские шлем и корона, из коей выходят два орлиные крыла: правое золотое, левое чёрное, и между крыльями гребень, как в гербе. Намёт голубой, подложенный золотом.

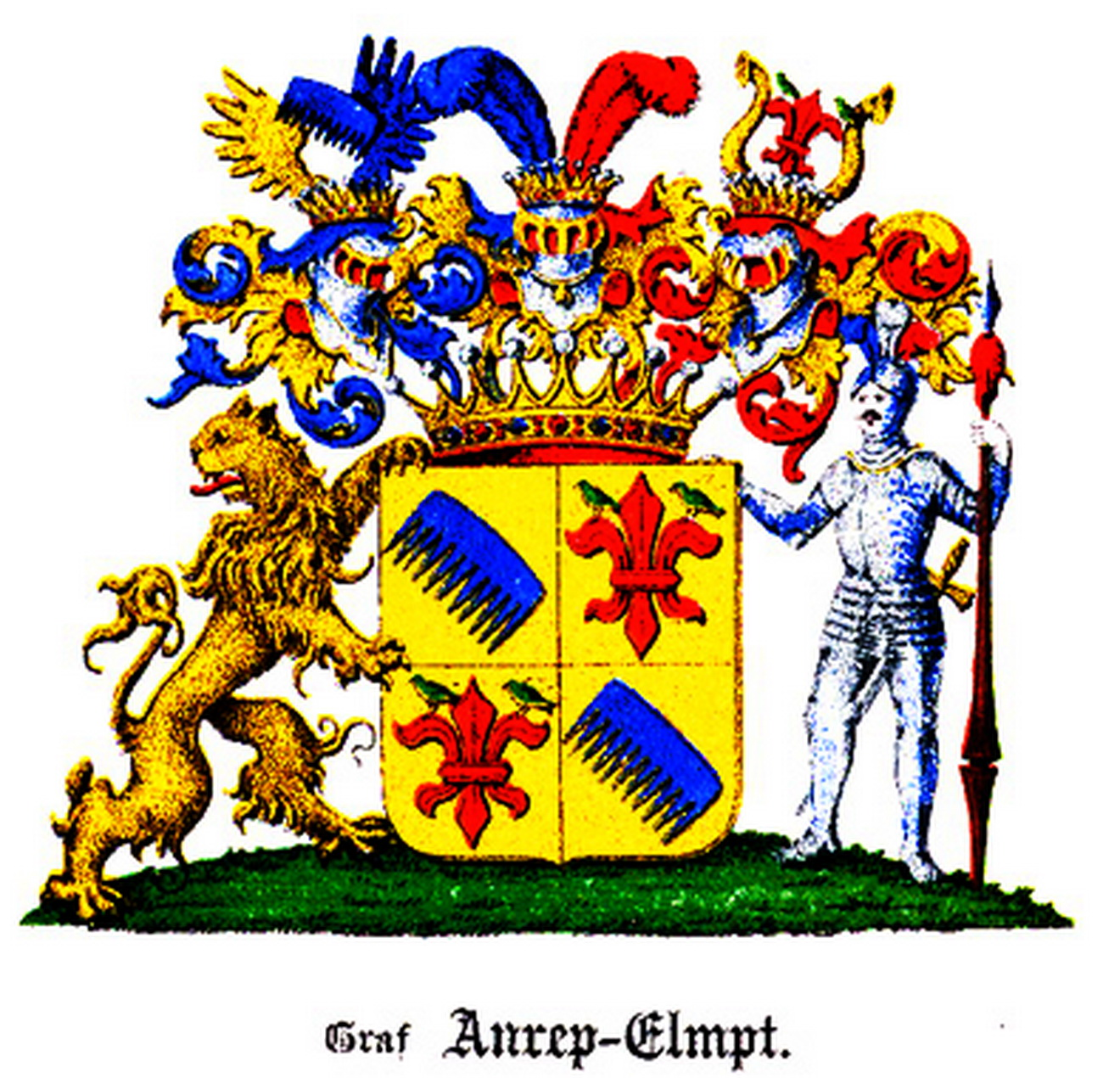
Герб графов Анреп-Эльмпт
Щит расчетверён: в 1-й и 4-й четвертях находится герб фамилии Анреп; во 2-й и 3-й — герб графов Эльмпт. Щит держат справа лев, слева воин в латах, левой рукой опирающийся на копьё.